# Beiers voetbalkampioenschap 1930/31
In 1930/31 werd het 21ste Beiers voetbalkampioenschap gespeeld, dat georganiseerd werd door de Zuid-Duitse voetbalbond. 
SpVgg Fürth werd kampioen van Noord-Beieren en Bayern München van Zuid-Beieren. Beide clubs namen deel aan de Zuid-Duitse eindronde voor kampioenen, waar Fürth kampioen werd en Bayern derde. Fürth plaatste zich voor de eindronde om de landstitel.  De nummers twee en drie van beide reeksen plaatsten zich ook voor de eindronde, maar werden in een aparte groep voor niet-kampioenen ingedeeld, waarvan de winnaar nog kans maakte op deelname aan de nationale eindronde. SV 1860 München werd groepswinnaar en versloeg FC Phönix 04 Ludwigshafen waardoor ze naar de eindronde mochten.
In de eindronde versloeg SV 1860 Meidericher SpV 02 met 4:1, Tennis Borussia Berlin met 1:0 en  Kieler SVgg Holstein 1900 met 2:0. In de finale verloor de club met 3:2 van Hertha BSC. Fürth versloeg SpVgg 1899 Leipzig met 0:3 en verloor dan met 3:1 van Hertha BSC. 

## Bezirksliga

### Noord-Beieren
| Plaats | Club                  | Wed. | W  | G | V | Saldo | Ptn.  |
| ------ | --------------------- | ---- | -- | - | - | ----- | ----- |
| 1.     | SpVgg Fürth           | 14   | 13 | 1 | 0 | 50:13 | 21:7  |
| 2.     | 1. FC Nürnberg        | 14   | 9  | 2 | 3 | 50:14 | 20:8  |
| 3.     | VfR Fürth             | 14   | 4  | 5 | 5 | 18:25 | 13:15 |
| 4.     | FC 1910 Bayern Hof    | 14   | 5  | 3 | 6 | 20:28 | 13:15 |
| 5.     | 1. FV 1904 Würzburg   | 14   | 4  | 4 | 6 | 22:29 | 12:16 |
| 6.     | ASV 1928 Nürnberg     | 14   | 3  | 4 | 7 | 27:36 | 10:18 |
| 7.     | FC Würzburger Kickers | 14   | 3  | 4 | 7 | 24:41 | 10:18 |
| 8.     | 1. FC 1910 Bayreuth   | 14   | 2  | 3 | 9 | 14:39 | 7:21  |

|  | Kampioen, geplaatst voor Zuid-Duitse kampioenenronde |
|  | Geplaatst voor Zuid-Duitse niet-kampioenenronde      |

### Zuid-Beieren
| Plaats | Club                   | Wed. | W  | G | V  | Saldo | Ptn.  |
| ------ | ---------------------- | ---- | -- | - | -- | ----- | ----- |
| 1.     | FC Bayern München      | 14   | 11 | 3 | 0  | 55:27 | 25:3  |
| 2.     | SV 1860 München        | 14   | 9  | 0 | 5  | 54:22 | 18:10 |
| 3.     | SSV Schwaben Augsburg  | 14   | 8  | 2 | 4  | 32:24 | 18:10 |
| 4.     | SpB Jahn Regensburg    | 14   | 7  | 2 | 5  | 35:25 | 16:12 |
| 5.     | FC Teutonia München    | 14   | 4  | 2 | 8  | 28:53 | 10:18 |
| 6.     | FC Wacker 1903 München | 14   | 4  | 1 | 9  | 23:36 | 9:19  |
| 7.     | DSV München            | 14   | 3  | 2 | 9  | 16:29 | 8:20  |
| 8.     | VfB Ingolstadt-Ringsee | 14   | 4  | 0 | 10 | 34:61 | 8:20  |

## Kreisliga

### Promotie-eindronde Noord-Beieren
| Plaats | Club                  | Wed. | W | G | V | Saldo | Ptn.  |
| ------ | --------------------- | ---- | - | - | - | ----- | ----- |
| 1.     | 1. FC Schweinfurt 05  | 4    | 2 | 1 | 1 | 09:07 | 05:03 |
| 2.     | SpVgg-ESV 1903 Weiden | 4    | 2 | 0 | 2 | 11:10 | 04:04 |
| 3.     | FSV Nürnberg          | 4    | 1 | 1 | 2 | 07:10 | 03:05 |

|  | Promotie naar Bezirkliga Noord-Beieren 1931/32 |

### Promotie-eindronde Zuid-Beieren
| Plaats | Club              | Wed. | W | G | V | Saldo | Ptn.  |
| ------ | ----------------- | ---- | - | - | - | ----- | ----- |
| 1.     | 1.SSV Ulm 1928    | 6    | 5 | 0 | 1 | 26:09 | 10:02 |
| 2.     | 1.FC Straubing    | 6    | 5 | 0 | 1 | 21:08 | 10:02 |
| 3.     | FC Union Augsburg | 6    | 2 | 0 | 4 | 07:17 | 04:08 |
| 4.     | SpVgg München     | 6    | 0 | 0 | 6 | 06:26 | 00:12 |

|  | Promotie naar Bezirkliga Zuid-Beieren 1931/32 |